# 滨海拉特朗什
滨海拉特朗什（法語：La Tranche-sur-Mer，法語發音：[la tʁɑ̃ʃ syʁ mɛʁ]）是法国卢瓦尔河地区大区旺代省的一个市镇，位于该省南部，属于莱萨布勒多洛讷区。

## 地理
滨海拉特朗什（46°20'40"N, 1°26'20"W）面积17.63 平方千米，位于法国卢瓦尔河地区大区旺代省，该省份为法国西部沿海省份，北起大西洋卢瓦尔省和曼恩-卢瓦尔省，西临大西洋，南至滨海夏朗德省，东部及东南部与德塞夫勒省接壤。
与滨海拉特朗什接壤的市镇（或旧市镇、城区）包括：昂格勒、格吕、滨海隆日维尔、莱吉永-拉普雷斯基勒。

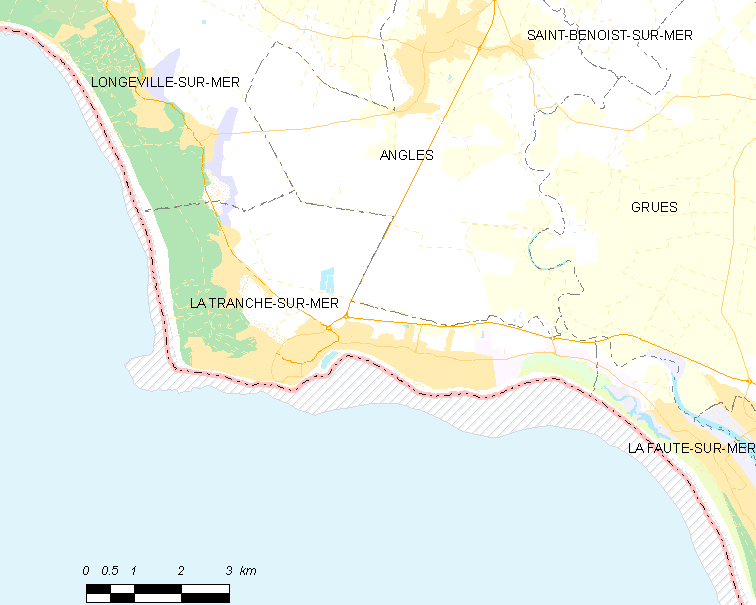
滨海拉特朗什的OSM定位图

滨海拉特朗什的时区为UTC+01:00、UTC+02:00（夏令时）。

## 行政
滨海拉特朗什的邮政编码为85360，INSEE市镇编码为85294。

## 政治
滨海拉特朗什所属的省级选区为莱河畔马勒伊-迪赛县。

## 人口

1962-2008年间滨海拉特朗什人口变化图示

滨海拉特朗什于2022年1月1日时的人口数量为3129人。